# Stenaulorhynchus
Stenaulorhynchus (betekent 'smalle fluitbek') is een geslacht van uitgestorven hyperodapedontide rhynchosauriërs, bekend uit de sedimenten van het Midden-Trias (Laat-Anisien) van Tanganyika Territory, Tanzania. Het werd gevonden in de Lifua-afzetting van de Manda-formatie in de Karoosupergroep. Het werd benoemd en voor het eerst beschreven in 1932 door Sidney Henry Haughton. De typesoort is Stenaulorhynchus stockleyi, een snaveldragende herbivoor van een tot zes meter lang.

## Beschrijving

### Gebit
De tanden van Stenaulorhynchus waren conisch, puntig en bestonden voornamelijk uit dentine, hoewel nieuwe niet-versleten tanden mogelijk een dunne laag glazuur hadden. Ze zaten diep in en versmolten met de kaakbotten. Ze zijn gerangschikt met twee tot meerdere rijen tanden aan iedere zijde van de bovenkant en slechts een enkel paar aan de onderkant. De middelste rij maxillaire tanden per zijde besloeg alleen het achterste derde deel van de kaak, terwijl de andere rijen zich helemaal naar voren en soms langs de top van de kaak uitstrekten. De tanden aan de voorkant van de muil, bij de snavel, waren kleiner met grotere tanden in het middengedeelte van de kaak. De onderkaaktanden omvatten een verhoogde rij buccale tanden en verschillende rijen die diagonaal op de mediale en linguale delen liepen. De tanden bleven groeien gedurende het hele leven van de dieren, maar in tegenstelling tot de meeste reptielen vormden de nieuwe tanden zich aan de achterkant van de rij tanden. Dat gebeurde binnen de groef op het oppervlak van de onderkaak en drie groeven op de bovenkaak. Naarmate de laterale tanden uitkwamen, bewogen de tanden naar voren in de kaak door een combinatie van groei en remodellering. In plaats van een occlusie tussen de tanden van de bovenkaak en onderkaak, had Stenaulorhynchus tanden die tegen het kaakbot afsleten. Na verloop van tijd zouden ook de oppervlakken van de kaakbotten eroderen, waardoor de maxillaire groeven ondieper en ronder werden.

### Schedel
Enkele van de craniale kenmerken van Stenaulorhynchus zijn onder meer een voorhoofdsbeen dat breder is dan lang, de aanwezigheid van een foramen pineale en een gebrek aan ornamentering op het jukbeen. De condylus occipitalis staat aanzienlijk vóór het quadratum en het quadratum en articulare passen stevig op elkaar om een kaakgewricht te vormen dat niet veel zijdelingse rotatie mogelijk zou hebben gemaakt. De soort staat ook bekend om hun snavel, gevormd aan de voorkant van hun boven- en onderkaak.

### Postcrania
De ruggenwervels hebben een centrum dat groter is dan breed en enigszins amficoel van vorm. De parapophyses en prezygapophyses hebben gewrichtsoppervlakken die ongeveer dertig graden boven horizontaal staan. De staartwervels hebben lange doornuitsteeksels en de tweede halsrib heeft een naar achteren gerichte stekel. Het zitbeen waaiert uit naar de achterkant van het dier.

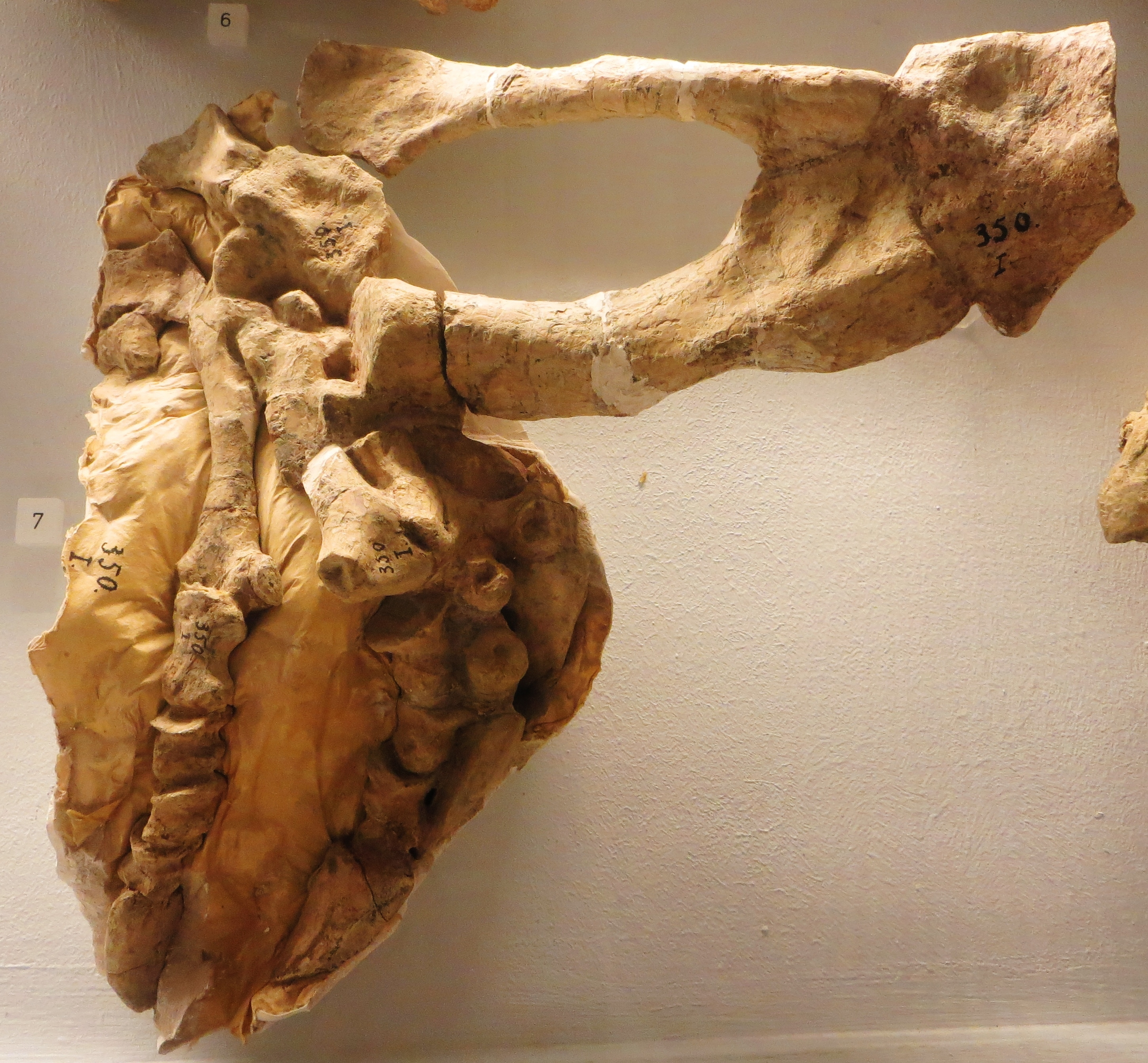
Een onderarm

Het opperarmbeen is robuust. Aan het proximale uiteinde is de schacht naar achteren gebogen en verbreed langs het coronale vlak. Het distale opperarmbeen heeft een plat achterste oppervlak en een gebogen ectepicondylaire groeve. Het spaakbeen en de ellepijp zijn even lang.
Het dijbeen is cirkelvormig in dwarsdoorsnede en, net als bij het opperarmbeen, is het proximale uiteinde naar achteren gebogen. Beide uiteinden van het dijbeen zijn verbreed en het proximale uiteinde heeft geen nek en een prominente trochanter major. Het distale uiteinde heeft verdikte condyli met een groef aan de zijkant.

## Ontdekking
De fossielen werden in 1930 verzameld door de Britse geoloog Gordon Murray Stockley tijdens een onderzoek in opdracht van het Tanganyika Geological Survey Department. Het doel was om de economische mogelijkheden van het Ruhaha-bekken binnen het Tanganyika-gebied beter te bepalen. Hij verzamelde voornamelijk fossielen die aan de oppervlakte uit de rots waren verweerd. De fossielenverzameling werd vervolgens beschreven door Sidney Henry Haughton. Terwijl Stenaulorhynchus de dominante gewervelde is in de Manda-bedden, omvatten ze ook een dicynodont en wervels van een niet-geïdentificeerde theropode.
Het holotype is SAM 10651, een bovenste rechteropperarmbeen. Eerst waren alleen poten bekend; later beschreef Friedrich von Huene het skelet Ka 317.
De exemplaren waren niet allemaal correct geëtiketteerd omdat botten van verschillende vindplaatsen in dezelfde dozen geplaatst waren. Verrassenderwijs werd een coproliet verkeerd gelabeld als een bovenkaakfragment. Haughton beschreef ook een soort die hij Stenaulorhynchus major noemde, waarvan hij zei dat deze voornamelijk in grootte verschilde, gebaseerd op distale linker- en rechterfragmenten van het opperarmbeen. Die exemplaren werden later geïdentificeerd als Stagonosuchus nyassicus, een archosauriër van dezelfde vindplaats en bereik.

## Paleobiologie
Microscopische analyse van dunne secties van het bot heeft aangetoond dat Stenaulorhynchus een groeistop kende en binnen een jaar twee derde van zijn volwassen grootte bereikte. De snelheid van botafzetting in het scheenbeen en het dijbeen was in dat jaar zeven tot tien keer hoger dan in de levensjaren twee tot vijf. Na vijf jaar werd er minder dan een micron bot per dag afgezet. Hij zou langzamer zijn gegroeid dan Archosauriformes, de Zuid-Amerikaanse rhynchosauriërsoorten, saurischische dinosauriërs en vogels. De tanden van Stenaulorhynchus bleven zijn hele leven aangemaakt worden. De juvenielen begonnen met drie rijen boventanden, met slechts één zijdelings van de hoofdgroef langs het bovenoppervlak van de bovenkaak. Tegen de tijd dat ze volwassen waren, had Stenaulorhynchus verschillende rijen maxillaire tanden, waarvan er een of meer lateraal waren aan de belangrijkste maxillaire groef. Oudere tanden sleten door gebruik en werden geresorbeerd waar ze in contact kwamen met andere tanden.
Stenaulorhynchus is mogelijk aangepast om krabbend te graven.

## Geologie
Stenaulorhynchus wordt gevonden in het bovenste beenderbed in de plaats Njalili, onderdeel van de Lifua-afzetting van de Manda-formatie. Het is samengesteld uit grofkorrelige paleosol dat dicht op een rivier in overstromingsvlakten is afgezet. Er zijn in verband liggende exemplaren van Stenaulorhynchus gevonden, wat erop wijst dat ze mogelijk vóór de begraving door droogte zijn gemummificeerd. Het oppervlak van het bed is blootgelegd door zijrivieren die de rots hadden geërodeerd. Tijdens het Trias zou de overstromingsvlakte zijn bedekt door bronnen en meren. Stijgingen van de neerslag en de gemiddelde jaartemperatuur hebben mogelijk ook geleid tot een toename van de meerjarige vegetatie.

## Classificatie
Stenaulorhynchus deelt kenmerken met andere vroege rhynchosauriërs, waaronder hun ankylothecodonte gebit (tanden in diepe kassen en versmolten tot op het bot). Ze hebben ook dubbelbladige onderkaaksbeenderen en groeven op het bovenoppervlak van de bovenkaak. Een van de verschillen met deze verwanten is dat Stenaulorhynchus kleinere maxillaire tanden had met een grotere opening tussen de tandenrijen. Stenaulorhynchus onderscheidt zich van de latere Hyperodapedon door zijn meer zijwaarts geplaatste ogen, meer voorwaartse hersenpan en langere onderkaak met de tanden meer naar voren gezet. Hyperodapedon mist ook de dubbelbladige onderkaaksbeenderen die de vroege geslachten hebben. De enige absolute synapomorfie tussen alle rhynchosauriërs is dat de dentaria minstens de helft van de totale lengte van de kaak beslaan.
Een Stenaulorhynchinae waaronder Stenaulorhhynchus is voorgesteld als een onderverdeling van de rhynchosauriërs. Op basis van een analyse van morfologische kenmerken definieert één studie deze groep als inclusief alle taxa die nauwer verwant zijn aan Stenaulorhynchus stockleyi dan aan Hyperodapedon gordoni. De bepalende eigenschappen zijn onder meer het hebben van veel tanden aan de tongzijde van het bovenkaaksbeen en een kleinere omvang van de occlusale boventanden, waardoor meer tanden per rij mogelijk zijn.
Stenaulorhynchus is ook bestempeld als een zustertaxon van het Braziliaanse geslacht Brasinorhynchus, dat ook drie of meer tandenrijen heeft, mediaal van de belangrijkste maxillaire groef, maar de bijdrage van het wervellichaam aan de parapophyses en diaphophyses mist.